# Nuklearny Gandhi

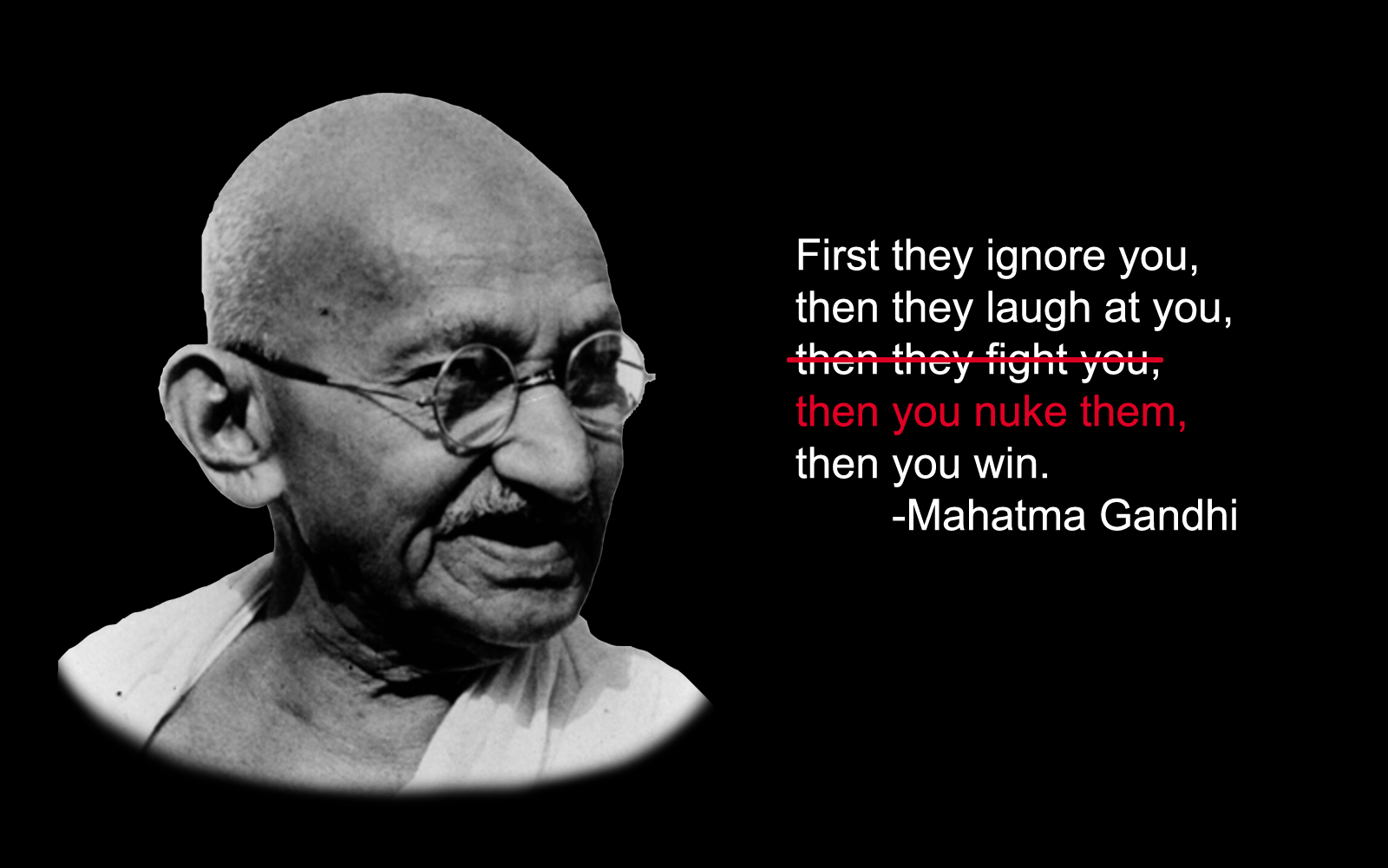
Przykład angielskojęzycznego memu z „nuklearnym Gandhim”. Fałszywy cytat, przypisany przywódcy Indii, głosi: „Najpierw cię ignorują, potem się z ciebie śmieją, potem atakujesz ich bronią jądrową, a potem wygrywasz.”

Nuklearny Gandhi (ang. Nuclear Gandhi) – legenda miejska i mem internetowy, związany z serią komputerowych strategicznych gier turowych Civilization. Według tej legendy błąd w grze Civilization z 1991 roku miał sprawić, że Mahatma Gandhi – pacyfistyczny przywódca Indii – zachowywał się agresywnie wobec innych graczy i chętnie używał broni nuklearnej.
Informacja na ten temat pojawiła się w internecie po raz pierwszy ok. 2012 roku. „Nuklearny Gandhi” był często przywoływany w kontekście błędów w grach komputerowych i zjawiska przekroczenia zakresu liczb całkowitych. Stał się także easter eggiem w grach z serii Civilization.
W 2020 roku Sid Meier, twórca pierwszej gry Civilization (i którego imieniem sygnowane są kolejne części serii), zaprzeczył prawdziwości legendy, wskazując, że gra z 1991 nigdy nie zawierała błędu związanego z Gandhim. W rzeczywistości „Nuklearny Gandhi” pojawił się (jako żart producentów) dopiero w grze Civilization V z 2010 roku.

## Opis błędu

### Legenda miejska
Gra Civilization pozwalała graczowi na przewodzenie wybraną cywilizacją w celu odniesienia zwycięstwa nad innymi cywilizacjami i ich przywódcami, sterowanymi przez AI gry. Według miejskiej legendy, każdy przywódca miał mieć przypisany określony poziom agresji w skali od 1 (najmniej agresywny) do 10 (najbardziej agresywny). Przywódca cywilizacji Indii, Mahatma Gandhi, jako jedyny miał mieć współczynnik agresji 1, co wiązało się między innymi z możliwością toczenia przez Indie jedynie wojen obronnych.
W momencie, gdy dana cywilizacja przyjmowała jako ustrój demokrację, oznaczać to miało zmniejszenie poziomu agresji jej przywódcy o 2. W przypadku Gandhiego oznaczałoby to teoretycznie ustawienie poziomu agresji na poziomie -1. Ponieważ jednak współczynnik ten miał być zapisywany jako 8-bitowa liczba całkowita, obejmująca zakres od 0 do 255, poziom agresji – z powodu przekroczenia zakresu liczb całkowitych – miał osiągnąć wartość 255. Oznaczałoby to, że Gandhi stawałby się 25-krotnie bardziej agresywnym przywódcą niż inne agresywne postacie w grze. Rezultatem miał być Gandhi wypowiadający innym graczom wojny z zaskoczenia i hojnie szafujący atakami nuklearnymi.
Błąd miał być wychwycony w późniejszych wersjach Civilization. Jednocześnie miał się do tego stopnia spodobać twórcom gry, że w późniejszych grach z serii umieszczali nawiązania do „nuklearnego Gandhiego”.
Według innych źródeł błąd pojawił się nie w wersji z 1991 roku, ale w Civilization II, wydanej w 1996 roku.

### Rozpowszechnianie się legendy
Uwagę o błędzie, mającym zwiększać agresję Gandhiego, w 2012 roku dodał do artykułu, poświęconego grom z serii Civilization, jeden z użytkowników serwisu internetowego TV Tropes. Uwaga ta nie była poparta żadnym dowodem. W tym samym roku identyczna informacja została dodana w Wikii poświęconej serii. W ten sposób te dwa serwisy internetowe zaczęły być traktowane jako samodzielne źródła informacji na temat „nuklearnego Gandhiego”. W ciągu następnych lat informacja zaczęła żyć własnym życiem i pojawiać się m.in. w publikacjach poświęconych problemowi przekroczenia zakresu liczb całkowitych. Legenda sprawiła, że skojarzenie Gandhiego z arsenałem nuklearnym stało się częścią kultury popularnej. Dopiero w 2020 roku, gdy Sid Meier opublikował swoją biografię, pojawiła się pierwsza oficjalna informacja, przecząca legendzie o „nuklearnym Gandhim”.